# Мјачеслав Жулински
Мјачеслав Жулински (пољ. Mieczysław Szuliński; НР Пољска, 6. јануар 1973 — Оштрељ, 10. септембар 1995) био је пољски добровољац Војске Републике Српске.

## Биографија
Мјачеслав Жулински рођен је 14. јула 1964. године у Пољској. Као добровољац заједно са другом Андрејем, дошао је у Републику Српску и прикључио се Подрињнском одреду специјалних снага „Вукови са Дрине” у саставу Прве зворничке пјешадијске бригаде Војске Републике Српске.
За време борби на санском ратишту, Жулински је погинуо на Оштрељу од гранате испаљене са положаја Четврте гардијске бригаде хрватске војске, 14. септембра 1995. године. Поред Жулинског, погинули су и припадници Вукова Горан Томић Горски и Мирослав Милић Митаја. Сахрањен је 17. септембра 1995. године на зворничком гробљу у Каракају.